# テレポートTBS6
『テレポートTBS6』（テレポートティービーエス・シックス）は、1975年10月6日から1989年3月31日までTBSで放送されていた平日夕方の関東地方向けローカルニュース番組である。
本項では1989年4月3日から1990年3月30日まで放送されていた『テレポート6』（テレポート・シックス）についてもこの項で述べる。
略称は『テレポート』。

## 概要
月 - 金曜18時台前半での30分番組として編成される例が多かったJNN系列のテレビ局によるローカルワイドニュースは、TBSが参入する前から、山陽放送（現：RSK山陽放送）の『山陽TVイブニングニュース』（夕方のローカルワイドニュース番組では日本初）、静岡放送の『SBSテレビ夕刊』（山陽放送に次ぎ2例目）、テレビ高知の『イブニングKOCHI』、さらに中部日本放送（現：CBCテレビ）の『CBCニュースワイド』（JNN基幹局では初）やRKB毎日放送の『RKBニュースワイド』（JNN基幹局では中部日本放送に次ぎ2例目）などが放送されており、JNNのキー局であるTBSはこれらの番組を手本に、関東地方のキー局で初のローカルワイドニュースとして『テレポートTBS6』をスタートさせた。番組がスタートした3カ月後には、JNN準キー局の毎日放送も『MBSナウ』をスタートさせた。
開始直後から高い視聴率を記録し、番組スタートから2年目には12%台の平均視聴率を獲得したが、その後は視聴率が下降線をたどる。
たびたび全国ニュース番組『JNNニュースコープ』との統合も検討されたものの、TBSは「ローカル→全国」という順番にこだわり続けた。
1989年4月3日からは『テレポート6』に改題すると同時に番組もリニューアルされた。
そして、1990年4月2日、ついに『ニュースコープ』と統合し、『JNNニュースの森』に移行した。番組終了時に『テレポート6』時代に1年間メインキャスターを務めていた荒川強啓、久和ひとみのコンビは『ニュースの森』にそのまま引き継がれた。
なお、本番組ではローカルニュースの後に全国ニュースの順で放送されていたが、後番組からは逆に全国ニュースの後にローカルニュースの順で放送される形式となる。その後、ローカルニュースの後に全国ニュースの順での流れになったのは、番組終了から19年半後の2009年度下半期の半年間に行われた『イブニングワイド』と『総力報道!THE NEWS』の編成であった。

## 番組内容
「身近な情報、感じるニュース」をキャッチフレーズに、関東地方1都6県の話題を紹介。また全国ニュース規模の出来事も、番組独自の視点で伝えていった。ラジオの手法を大きく生かし、番組専用の情報受付電話を設置（番組のCM前アイキャッチのところでは画面上にその電話番号を表示）し、これらを「我が家・我が街、わがニュース」と題して反映させていった。この他、関東各地に取材拠点（駐在カメラマン）を設け、事件や事故のほか、季節の話題を取材していった他、キャスターが自ら現場でリポートを行う企画も数多く放送された。また、速報性を重視し、メインキャスターの居るスタジオとは別に、TBS報道局内のカメラから、ニュース担当キャスターが最新ニュースを伝えるコーナーなど、さまざまな演出方法でニュースを伝えていった。初代メインキャスターには毎日新聞社大阪本社の社会部で記者経験があった撫養慎平（むや しんぺい）が抜擢された。撫養は1年で降板し、その後は山本文郎（当時TBSアナウンサー）が担当する。
この演出方法は、初代番組プロデューサー・中村登紀夫の考えによるところが大きく、全国ニュースとの差を採って、夏の暑い時期には、キャスターの背広を脱がせ、ワイシャツ姿で出演させ、話題になった。また、取材記者が原稿を書いて、キャスターがそれを読むのではなく、記者自らのリポートを放送にのせる手法を採り、また記者が体験取材を行うことで、リアルさを醸し出していった。ロッキード事件の直後に、田中角栄が払い下げたという信濃川河川敷の土地の広さを伝えるため、料治直矢が自らその広い河川敷を歩き続けるリポート、師走の街を歌手・都はるみとともにリポートする企画など、現場の雰囲気や季節感などを重視したものが放送された。
他にも番組初期には釣りが趣味と語る、稲葉修法務大臣が月に1回程度出演し「稲葉修の釣り談義」を放送、その後も釣りは山本の趣味でもあり、また季節感のある話題でもあるため「釣り情報」が幾度となく放送された。また、視聴者からの情報をもとに各地を訪問する「私鉄沿線シリーズ」などが人気を博したほか、春・夏の高校野球期間中には、郷司淑子をリポーターとして阪神甲子園球場に派遣し、関東勢のスタンド応援リポートを行うなど、一貫して関東地方の視聴者に向けた話題を紹介していった。
また、ある視聴者からの投書をきっかけにして、ベビーホテルについての問題点を上げた特集キャンペーンは、1981年JCJ賞（主催:日本ジャーナリスト会議）正賞、日本新聞協会賞、放送文化基金賞、日本民間放送連盟賞の各賞をそれぞれ獲得した。取材に関わったのが当時記者・ディレクターだった堂本暁子。
なお、1976年3月29日より毎日新聞が協力として制作に参加することとなり（前週かつ前日の同年3月28日をもって、TBSテレビの開局以来放送されてきた夕方の『毎日新聞ニュース』（3社ニュース枠）の放送を打ち切った。）、これまでの「毎日新聞ニュース」との関係から、番組初期の数年間はカウキャッチャーとして毎日新聞のCMが放送されたほか、毎日新聞の記者、論説委員らによる解説コーナー「今日のアングル」のコーナーが加わり、後に同局の『朝のホットライン』のコメンテーターで活躍する鳥井守幸や『おはようクジラ』のコメンテーターを務めた水野順右らが出演していた。
また、毎年大晦日には『テレポート大晦日スペシャル』として時間枠を拡大し、その年に首都圏で話題になったスポットからの生中継を行い、その後の時間に放送される『輝く!日本レコード大賞』の会場からの生中継など、大晦日の風物詩となる場所を結んで放送された。
1987年秋には11年間に亘り本番組のキャスターを務めた山本が『JNNニュース22プライムタイム』ヘ異動する森本毅郎に代わって『モーニングEye』の司会を務める事になったため本番組から勇退。本番組はそれまで報道局からのニュースコーナーを担当していた奈良陽（当時：TBS報道局キャスター）に交代した。それ以降は山本時代の硬軟織り混ざったローカル色の強い内容はやや残しつつも報道色の強い内容へと次第にシフトしていった。
1989年春に奈良が降板し、新キャスターにはそれまでTBSラジオで『ハローナイト』を担当していた荒川強啓とテレビ朝日の『CNNデイウォッチ』等で活躍していた久和ひとみを抜擢。TBSの局員を起用せずフリーアナウンサー同士のコンビとなった。
両者が担当した1989年度は前述した通り全国ニュースとの統合も検討されていた背景や、既にTBS以外の多くの在京キー局は18時から全国ニュースを放送してその中にローカルニュースも内包していた影響、さらに全国ニュース級の話題も多くあったためかそれらに対応せざるを得なくなった結果、上記した山本・奈良時代のようなローカル色の強い番組内容は激減し、関東ローカルの番組ながら全国ニュースが番組の大半を占めていた。そのためそれまで専任のキャスターを配していたストレートニュースやスポーツニュースの部分も含めて番組全般の進行を荒川・久和が担当していた。ただし上記のようなローカル色を完全に無くしたわけではなく、番組後半の特集コーナーでは山本・奈良時代同様に1都6県から硬軟織り混ざった内容の話題を取り上げたり、意見や情報を求めるため番組専用の電話番号も最後まで機能し続けた。

## 出演者
| 期間 | 期間          | メイン    | メイン      | ニュース  | スポーツ        | お天気          |
| 期間 | 期間          | 男性      | 女性        | ニュース  | スポーツ        | お天気          |
| --- | ------------- | --------- | ----------- | --------- | --------------- | --------------- |
| 1975年10月6日 | 1976年10月1日 | 撫養慎平  | 高橋加代子1 | 料治直矢  | （不在）        | （不在）        |
| 1976年10月4日 | 1977年9月30日 | 山本文郎  | 高橋加代子1 | 料治直矢  | （不在）        | （不在）        |
| 1977年10月3日 | 1980年10月3日 | 山本文郎  | 岩崎真純    | 料治直矢  | （不在）        | （不在）        |
| 1980年10月6日 | 1984年3月30日 | 山本文郎  | 岩崎真純    | 藤林英雄  | （不在）        | （不在）        |
| 1984年4月2日 | 1986年9月26日 | 山本文郎  | 新井瑞穂    | 藤林英雄  | （不在）        | （不在）        |
| 1986年9月29日 | 1987年9月25日 | 山本文郎  | 新井瑞穂    | 奈良陽    | （不在）        | （不在）        |
| 1987年9月28日 | 1988年9月30日 | 奈良陽    | 矢沢真由美  | 柴田秀一  | 林美雄 福田直代 | 森田正光2・3・4 |
| 1988年10月3日 | 1989年3月31日 | 奈良陽    | 橋谷能理子  | 柴田秀一  | 林美雄 福田直代 | 森田正光2・3・4 |
| 1989年4月3日 | 1990年3月30日 | 荒川強啓3 | 久和ひとみ3 | （不在）5 | （不在）5       | 森田正光2・3・4 |
| - 1 元東北放送アナウンサー。 - 2 『JNNニュースコープ』お天気コーナーを兼務。 - 3 『JNNニュースの森』も続投。 - 4 『イブニング・ファイブ』も続投、半年のブランクを経て『イブニングワイド』→『Nスタ』に出演。 - 5 メインキャスターの二人が兼務。 |               |           |             |           |                 |                 |

## スタッフ
- プロデューサー： 三好和昭[10]

## 主題歌・挿入歌
オープニングテーマ
テレポートTBS6時代・初代（1975年10月 - 1987年9月25日）:「夕暮れに」（作曲:小室等）
- アルバム「TV MUSIC SELECTION」収録。なお「#1」「#2」と2つのバージョンが収録されており、通常の放送で使われたのは「#2」。「#1」は「大晦日スペシャル」などの特別編成時に使用された。

テレポートTBS6時代・2代目（1987年9月28日 - 1989年3月）
テレポート6時代（1989年4月 - 1990年3月）
- エンディングテーマソングも用いられるようになり、爆風スランプが歌う「満月電車」が使われた（同グループのシングル「リゾ・ラバ -Resort Lovers-」カップリング曲やアルバム「I.B.W.」収録曲に比べ、音階は高い）。

イメージソング
「ふるさとはなに色」（作曲:小室等）
- 1984年、放送開始10年目を記念し、一般視聴者から歌詞を募集して生まれた曲。歌詞は7番まであり、それぞれに1都6県の地名を織り込まれていた。レコード発売はされなかったが、歌詞カードと譜面が視聴者に配布され、番組でもインストゥルメンタルバージョンが天気予報コーナーのBGMで使われたほか、山本・新井が降板する1987年9月25日の放送では出演者全員で歌われるなど、番組の節目では歌われることがあった。

## 備考
- 放送開始から4年目の1978年には、これまでの取材記録や番組エピソードを収録した書籍「関東人間模様」が出版された。
- 放送開始10周年記念となった1984年には、10周年記念番組が放映され、時間枠を拡大し、歴代キャスターや小室等が出演した。
- 放送開始10周年記念番組では、JNN各地のローカルニュース番組が紹介され、HBCテレポート6の島森則夫キャスターから、「私どもは北海道のテレポート6です。同じテレポート同士、一緒に頑張りましょう」という映像メッセージが届いた。
- 放送終了までの半年間は関東地方ローカル番組ながら、山形県のJNN系列局・テレビユー山形でも放送していた。これは同局が1989年10月の開局当時、経費を抑える為必要最低限の報道取材活動しか行わず、ローカルニュースだけのワイド番組を制作する事ができなかったからである。また、JRN系列で同じ山形県の老舗放送局・山形放送の出身である荒川がメインキャスターであったことも理由の一つとして挙げられる。この対応は『JNNニュースの森』時代になっても2000年3月まで1時間そのままネットされた（ローカルニュースは17:54からのスポット枠ニュースで対応）。その後同年4月より関東ローカルの「ニュースの森特集」終わりの18:36からローカルニュース『TUYニュースの森やまがた』が立ち上がった。そして『イブニング・ファイブ（JNNネットニュースは『JNNイブニング・ニュース』）』時代になっても18時半頃まで関東ローカルの特集コーナーまでネットしていたが2006年4月になってようやく系列他局と同様の放送時間枠となり現在に至る（余談だが1993年の山形県知事選挙も与党も野党も分裂で混戦だったこともあり『JNN報道特集』などでTBSが取材し全国枠で報道されている）。
- 「テレポート」というタイトルのニュース番組は他局にもいくつか存在している。JNN系列では、午後6時台（18時台）の番組という意味合いの「6」が付いた北海道放送の「HBCテレポート6」[11]やTBSと同様に午後6時台と基幹チャンネル番号の6を掛けた北陸放送「MROテレポート6」が存在し、以前はJNN系列とのクロスネットであったFNN系列の福島テレビにも「FTVテレポート」[12]という番組が存在していた。他にもFNN系列フルネットの秋田テレビ、テレビ西日本も以前はそれぞれ「テレポートあきた」、「テレポートTNC」として平日夕方のニュース枠を放送したがすべて終了し、長らく「テレポート」の題名を使用しているのは山陰放送の「テレポート山陰」のみだったが、2018年に福島テレビが「FTVテレポートプラス」として再開した。
- 関東以外で重大な事件や災害が発生した場合は、キャスターのつなぎコメントに続いて、その地域のJNN系列局のローカルニュースが臨時ネットされることがあった。また逆に「テレポートTBS6」が他の地域に臨時ネットされることもあった。
  - 1984年のグリコ・森永事件の江崎グリコ・江崎社長誘拐解放の際は、毎日放送「MBSナウ」が放送された。
  - 1985年に発生した、長野市の地附山地滑り事故では、信越放送「SBCニュースワイド」が放送された。
  - 1986年11月の三原山噴火については、隣接する静岡放送などでも、番組冒頭を部分ネットした。
  - 1988年11月に阪急電鉄がオリックス（当時オリエントリース）にブレーブス（野球チーム）を売却することが明るみに出た際、毎日放送「MBSナウ」が放送された。
  - 1988年末、番組内で昭和天皇の容態報道を行っている部分のみ、通常放送していない一部系列局にも（地元局ニュース番組に内包という形で）ネットされていた。
- こうした事情から、「テレポート6」や「テレポート○○」の中で別地域の「テレポート6」が見られる、という事態も時々起きた。時にはロゴが異なるどうしの同じ（似た）タイトルが同じ番組で見られることもあった。
- 1978年10月、フジテレビの関東ローカル夕方ワイドニュース番組『FNNニュースレポート6:30』が開始されたころ、この番組の初代司会を務めた逸見政孝（当時：フジテレビアナウンサー）は、山本に対してこの番組の成功の秘訣を聞き出し、「とにかく可能な限り現場に出て取材するように」と逸見に助言を行い、逸見・田丸美寿々ら歴代司会者は、積極的に取材に出かけ、今日の「フィールドキャスター」の概念を作るきっかけとなった。
- 山本がキャスターだった頃は番組エンディングで「つづいてニュースコープをどうぞ」というテロップが表示されていた。1984年10月のスタジオセット変更後はテロップ表示の際にカメラが『テレポート』のセットから『ニュースコープ』のセットに方向を移し、同番組のキャスターがお辞儀する様子が映された。荒川・久和時代はテロップが無くなった代わりにエンディングの後に同番組のセットからキャスターが5秒間、予告を生放送で行なっていた（チャイムは鳴らなかった）。
- さらに1980年代中期には開始1時間前の17時（ドラマ再放送枠の開始前）に『ニュースコープ』のキャスターと交替で報道局内のカメラからその日の両番組の予告を毎日生放送していた。

## 関連図書
- テレポートTBS6 編『関東人間模様』ぶっくまん、1978年2月。NDLJP:12276332。